# Sân bay Ibadan
Sân bay Ibadan (IATA: IBA, ICAO: DNIB) là một sân bay ở Ibadan, Nigeria.

## Hãng hàng không và điểm đến
| Hãng hàng không  | Các điểm đến |
| ---------------- | ------------ |
| Arik Air         | Abuja        |
| Overland Airways | Abuja, Lagos |